# 柳妻麗三郎
柳妻 麗三郎（やなづま れいざぶろう、1898年3月9日 - 1988年あるいは1989年）は、日本の俳優、芸人、元奇術師、元照明技師である。奇術師時代の芸名は松旭斎 天秀（しょうきょくさい てんしゅう）、本名・旧芸名は高見 嘉一（たかみ かいち）、一時期、チャーリー 高見（チャーリー たかみ）とも名乗った。「マキノのチャップリン」と呼ばれ、「昭和の鳥人」こと高木新平に軽業を指導したこと、および「ノッポさん」こと高見映の実父としても知られる。

## 人物・来歴
1898年（明治31年）3月9日、熊本県熊本市二本木町（現在の同県同市西区二本木）に生まれる。
高見嘉太郎の長男として生まれ、長じて、地元（二本木遊郭）の芝居小屋「東雲座」で照明係や設備営繕等の技術職を務めた。やがて、全国を巡業していた松旭斎天一（1853年 - 1912年）と出逢い、これに師事して奇術師に転向、「松旭斎 天秀」の名をもらう。満16歳になる1914年（大正3年）、京都の日活関西撮影所で、牧野省三が新劇（現代劇）を製作する際にこれに出演、以降、天一一座から離れて、同撮影所で照明技師を務めていた。1920年（大正9年）には、同撮影所の演技学校におり、高木新平はここで高見（柳妻）に師事している。
満27歳になった1925年（大正14年）6月、牧野省三が東亜キネマを退社、天授ヶ丘に御室撮影所を建設してマキノ・プロダクションを設立した際にこれに参加する。同年9月11日に公開された『奇傑鬼鹿毛 第二篇』（監督金森萬象）で「浮鮫源三郎秀春」役に抜擢されて出演、本名の「高見 嘉一」でクレジットされた。同作のプロモーションでは、主演の武井龍三が「鳥人」、平八郎が「巨人」、高見（柳妻）は「豹人」というフレーズがつけられた。同年10月30日に公開された『駕屋の先生』（監督沼田紅緑）に出演したときから、芸名を「柳妻 麗三郎」と改める。1926年（大正15年）5月5日に公開された『活動狂時代』（監督曾根純三）では、「チャップリンに似た男」役を演じ、子役スター松尾文人とともに「大チャプ小チャプ」と宣伝された。同年11月7日から公開が開始した『照る日くもる日』のシリーズでは、「猿の源次」役を演じて代表作のひとつになり、現代劇、時代劇問わず出演した。高見映によれば、父・高見嘉一（柳妻）は「顔がバタくさく」、「美男子の父」の顔が印刷されているトランプが残っているという。
1929年（昭和4年）7月25日、牧野省三が亡くなり、同年9月にマキノ正博を核とした新体制が発表になると、柳妻は、嵐冠三郎、荒木忍、南光明、根岸東一郎、谷崎十郎、阪東三右衛門、市川米十郎、東郷久義、市川幡谷、實川芦雁、桂武男、市川新蔵、津村博、澤田敬之助、河津清三郎、五味國男、川田弘三、小金井勝、秋田伸一、岡村義夫らとともに「俳優部男優」に名を連ねた。その後、新体制下のマキノ・プロダクションは財政が悪化し、1931年（昭和6年）4月以降、製作が停止する。同年1月10日に公開された『呑気放亭』（監督根岸東一郎）に出演したのを最後に、柳妻は同社を退社する。
のちに「ノッポさん」として知られる高見映（本名・高見嘉明）が生まれたのは、マキノ退社後の1934年（昭和9年）5月10日で、当時は役者時代から引き続き、京都府京都市右京区太秦の俳優たちが多く住む長屋に暮らし、その一角で電気器具店を営業していたという。その傍ら、「チャーリー 高見」を名乗り、チャーリー・チャップリンの物まねを映画の幕間に演じる、芸人としての活動も行っていたという。1938年（昭和13年）ころには、東京府東京市向島区寺島町（現在の東京都墨田区東向島周辺）に移転、同地で工場に勤務して工場長を務め、第二次世界大戦が深まった1944年（昭和19年）には岐阜県羽島郡笠松町に疎開し、1951年（昭和26年）に東京に戻ったという。
東京に戻ってしばらくして、高見（柳妻）は芸能界に復帰し、満54歳であった1953年（昭和28年）1月22日に公開された上原謙・杉葉子の主演作『夫婦』（監督成瀬巳喜男）に出演した記録が残っている。しかしながら、同作以降の出演歴は不明である。
1979年（昭和54年）10月23日に発行された『日本映画俳優全集・男優編』（キネマ旬報社）の柳妻の項目によれば、すでに引退はしていたが、満81歳を迎えるその当時は存命で、東京都三鷹市上連雀に住んでいたようである。高見映の回想によれば、正確な没年月日は伏せられているが、『ノッポさんがしゃべった日』の執筆されたころ（1991年5月発行）から数年前に亡くなったという。また近年、読売新聞のインタビューで、高見映は自身が54歳の時に亡くなったと発言している。したがって没年は1988年か1989年、満90歳あるいは91歳没となる。

## フィルモグラフィ

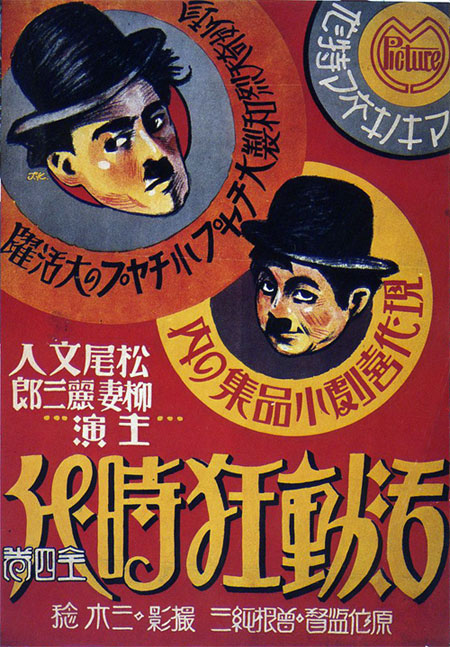
『活動狂時代』（1926年）公開時のポスター、左上が柳妻（当時満28歳）の「大チャプ」、右下が松尾文人（当時満9歳）の「小チャプ」の図。

クレジットは、すべて「出演」である。公開日の右側には役名、および東京国立近代美術館フィルムセンター（NFC）、マツダ映画社所蔵等の上映用プリントの現存状況についても記す。同センター等に所蔵されていないものは、とくに1940年代以前の作品についてはほぼ現存しないフィルムである。資料によってタイトルの異なるものは併記した。

### マキノプロダクション御室撮影所
すべて製作は「マキノプロダクション御室撮影所」、配給は「マキノ・プロダクション」、すべてサイレント映画、特筆以外は「柳妻麗三郎」名義である。
- 『奇傑鬼鹿毛 第二篇』 : 総指揮マキノ省三、監督金森萬象、原作・脚本寿々喜多呂九平、撮影橋本佐一呂、主演武井龍三、1925年9月11日公開 - 浮鮫源三郎秀春（「高見嘉一」名義）
- 『糸の乱れ 後篇』 : 総監督牧野省三（マキノ省三）、監督・脚色沼田紅緑、原作前田曙山、撮影宮崎安吉、主演澤村長十郎、1925年10月23日公開 - 平領百姓 甚六（「高見嘉一」名義）
- 『駕屋の先生』 : 監督・原作・脚色沼田紅緑、撮影松浦茂、主演岩城秀哉、1925年10月30日公開 - 百姓多左衛門
- 『街にぶらさがった糸瓜』 : 監督井上金太郎、原作・脚本寿々喜多呂九平、撮影大森伊八、主演中根龍太郎、1925年12月31日公開 - 人力車夫
- 『喧嘩日記』 : 監督・脚本井上金太郎、原作秋篠珊次郎（井上金太郎）、撮影石野誠三、主演マキノ正唯（マキノ正博）、1926年1月31日公開 - 軽業師
- 『豆本太閤記』 : 監督・原作・脚色曾根純三、撮影三木稔、主演坪井哲、1926年2月26日公開 - 怪しき旅人
- 『活動狂時代』 : 監督曾根純三、原作・脚色椎名良太（曾根純三）、撮影三木稔、主演松尾文人、1926年5月5日公開 - チャップリンに似た男
- 『わすれ髪』 : 総指揮マキノ省三、監督・原作・脚色人見吉之助、撮影田中十三、主演大谷友三郎、1926年5月6日公開 - 番頭七兵衛
- 『憤怒』 : 監督沼田紅緑、原作・脚本西條照太郎、撮影松田定次、主演大谷友三郎、1926年7月1日公開 - おせきの兄長作
- 『天狗になった話』 : 監督曾根純三、脚本椎名良太（曾根純三）、撮影三木稔、主演都賀一司、1926年11月7日公開 - 父伊五平
- 『照る日くもる日 第一篇』 : 総指揮マキノ省三、監督二川文太郎、原作大佛次郎、脚本並木狂太郎（並木鏡太郎）、撮影石本秀雄、主演若松文男、1926年11月7日公開 - 猿の源次
- 『照る日くもる日 第二篇』 : 総指揮牧野荘造（マキノ省三）、監督二川文太郎、原作大佛次郎、脚本並木狂太郎（並木鏡太郎）、撮影石本秀雄、主演若松文男、1926年11月26日公開 - 猿の源次
- 『大尉の娘』 : 監督井上金太郎、原作中内蝶二、脚本秋篠珊次郎（井上金太郎）、撮影松浦しげる（松浦茂）、主演関根達発、1927年1月10日公開 - 隣の男
- 『照る日くもる日 第四篇』 : 監督人見吉之助、原作大佛次郎、脚本並木狂太郎（並木鏡太郎）、撮影田中十三、主演大谷友三郎、1927年4月7日公開 - 猿の源次
- 『踊る霊魂』 : 監督・原作・脚色芝蘇呂門、撮影田中十三、主演須田笑子、1927年7月29日公開 - 林英二
- 『神州天馬侠 第一篇』 : 監督曾根純三、原作吉川英治、脚本椎名良太（曾根純三）、撮影三木稔・石野誠三、主演マキノ潔、1928年2月3日公開 - 果心居士
- 『ひよどり草紙 第二篇』 : 監督人見吉之助、原作吉川英治、脚本内田菊子（社喜久江）、撮影木村角山、主演岡島艶子、1928年3月8日公開 - 猟師豚兵衛
- 『忠魂義烈 実録忠臣蔵』 : 総指揮・監督マキノ省三、監督補秋篠珊次郎（井上金太郎）、脚本山上伊太郎・西条照太郎、撮影田中十三、撮影補藤井春美、主演伊井蓉峰・諸口十九、1928年3月14日公開 - 奥田孫太夫重盛、78分尺で現存（NFC所蔵[9]） / 65分尺で現存（マツダ映画社所蔵[20]）
- 『ひよどり草紙 第三篇』 : 監督人見吉之助、原作吉川英治、脚本内田菊子（社喜久江）、撮影木村角山、主演岡島艶子、1928年3月28日公開 - 猟師豚兵衛
- 『ひよどり草紙 第四篇』 : 監督人見吉之助、原作吉川英治、脚本内田菊子（社喜久江）、撮影木村角山、主演岡島艶子、1928年4月9日公開 - 猟師豚兵衛
- 『ひよどり草紙 第五篇』 : 監督人見吉之助、原作吉川英治、脚本内田菊子（社喜久江）、撮影木村角山、主演岡島艶子、1928年4月22日公開 - 猟師豚兵衛
- 『神州天馬侠 第二篇』 : 監督曾根純三、原作吉川英治、脚本椎名良太（曾根純三）、撮影三木稔・石野誠三、主演マキノ潔、1928年4月27日公開 - 果心居士
- 『蹴合鶏』 : 総指揮マキノ省三、監督マキノ正博、原作・脚本山上伊太郎、撮影松浦茂、主演南光明、1928年6月29日公開 - 八助
- 『神州天馬侠 第三篇』 : 監督吉野二郎、原作吉川英治、脚本・撮影三木稔、主演マキノ潔、1928年7月27日公開 - 果心居士
- 『神州天馬侠 第四篇』 : 監督吉野二郎、原作吉川英治、脚本三木みのる（三木稔）、撮影野村金吾、主演マキノ潔、1928年9月21日公開 - 果心居士
- 『大学のイーグル 第一篇』 : 監督川浪良太、原作・脚本寿々喜多呂九平、撮影大塚周一、主演東郷久義、1928年9月28日公開 - アパートの主人
- 『大学のイーグル 第三篇』 : 監督川浪良太、原作・脚本寿々喜多呂九平、撮影木村角山、主演東郷久義、1929年1月20日公開 - 五平
- 『豊大閤 足軽篇』 : 総指揮・立案マキノ省三、監督・脚色中島宝三、撮影野村金吾、主演河津清三郎、1929年3月21日公開 - 雲水の僧
- 『三朝小唄』（『温泉悲話 三朝小唄』[9]） : 監督・原作・脚本人見吉之助、主演秋田伸一、1929年6月14日公開 - 富屋の息子 薄野呂の杢之助、『温泉悲話 三朝小唄』題・57分尺で現存（NFC所蔵[9]）
- 『刀を抜いて』 : 監督二川文太郎、原作岡本一平、脚本紫乃塚乙馬（二川文太郎）、撮影大塚周一、主演中根龍太郎、1929年10月24日公開 - 小坂庄兵衛
- 『早慶戦時代』 : 監督川浪良太、原作斎藤三郎、脚本八田尚之、撮影石野誠三、主演中根龍太郎、1929年11月15日公開 - 慶応方ファン前田玄造翁
- 『浪人街 第三話 憑かれた人々』 : 監督マキノ正博、原作・脚本山上伊太郎、撮影三木稔、主演澤村國太郎、1929年11月15日公開 - 用人喜内
- 『娘義太夫』 : 監督人見吉之助、原作・脚本山下与志衛、撮影若宮廣三、主演浦路輝子、1929年11月28日公開 - 浜田米吉
- 『総動員』 : 監督・原作・脚本川浪良太、撮影若宮廣三、主演大貫憲二、1930年2月21日公開 - 毛唐人
- 『人斬伊太郎』 : 監督・脚本並木鏡太郎、原作長谷川伸、撮影三木稔、主演谷崎十郎、1930年2月28日公開 - 藤堂伝馬
- 『煉獄二道』 : 監督吉野二郎、原作国枝史郎、脚本杉本九一郎、撮影田邊憲治、主演市川米十郎、1930年6月13日公開 - ポール
- 『呑気放亭』 : 監督・脚本根岸東一郎、原作岡本一平、撮影山本雅久、主演中根龍太郎、1931年1月10日公開

### 戦後
トーキーであり、「高見嘉一」名義である。
- 『夫婦』 : 監督成瀬巳喜男、脚本井手俊郎・水木洋子、撮影中井朝一、主演上原謙・杉葉子、製作・配給東宝、1953年1月22日公開 - 役名不明、86分尺で現存（NFC所蔵[9]）